# Коли Марини (Рим)
Коли Марини је насеље у Италији у округу Рим, региону Лацио.
Према процени из 2011. у насељу је живело 140 становника. Насеље се налази на надморској висини од 16 м.